# Morti nel 1043
| Questa pagina contiene informazioni ricavate automaticamente dalle voci biografiche con l'ausilio del template Bio e di un bot. L'aggiornamento è periodico e automatico e ricostruisce completamente la pagina. Se manca una persona in questa lista, sei pregato di non aggiungerla, ma accertati piuttosto che la sua voce biografica contenga il template Bio e che i dati anagrafici siano correttamente compilati. Se il template Bio manca, inseriscilo tu stesso o, in alternativa, metti l'avviso {{tmp\|Bio}} che ne segnala la mancanza. Se i dati riportati sono sbagliati, correggi direttamente la voce biografica; le modifiche saranno visibili in questa lista entro pochi giorni. Per chiarimenti vedi il progetto biografie. La lista contiene solo le 7 persone che sono citate nell'enciclopedia e per le quali è stato implementato correttamente il template Bio. Pagina aggiornata al 10 feb 2025. |

- 14 febbraio - Gisella di Svevia, imperatrice
- 13 maggio - Giovanni l'Orfanotrofo, bizantino (n. 1000)
- Alessio I Studita, vescovo bizantino
- Giorgio Maniace, generale bizantino (n. 998)
- Halvard Vebjørnsson, santo
- Stefano Vojislav, sovrano serbo
- Abu l-Faraj al-Tayyib, medico e teologo arabo (n. 980)